# Éparchie de Vranje
L'éparchie de Vranje (en serbe : Епархија врањска et Eparhija vranjska) est une éparchie, c'est-à-dire une circonscription de l'Église orthodoxe serbe. Située au sud-est de la Serbie, elle a son siège à Vranje. En 2016, elle est administrée par l'évêque Pahomije.

## Subdivisions territoriales
L'éparchie de Vranje compte 4 archidiaconés (arhijerejska namesništva), eux-mêmes subdivisés en municipalités ecclésiastiques (crkvene opštine) et en paroisses (parohije).

## Monastères
L'éparchie de Vranje abrite les monastères suivants :